# Selecció de futbol de Palestina
La Selecció de futbol de Palestina (àrab: منتخب فِلَسطِيْن لِكُرَّةُ الْقَدَم, Muntaẖab Filasṭīn li-kurat al-qadam) és l'equip de futbol que representa a Palestina en les competicions internacionals. La seva organització està al càrrec de l'Associació Palestina de Futbol, que pertany a la AFC. Reben els sobrenoms de «els Lleons de Canaan» (àrab: أُسُودُ كَنعَان, Usūd Kanʿān), «els Fedaïns» o «els Lluitadors» (àrab: الْفَدَائِيُّون, al-Fadāʾiyyūn) i «els Cavallers» (àrab: الْفُرْسَان, al-Fursān).

## Història
Aquesta selecció no ha d'ésser confosa amb la Selecció de futbol d'Israel, durant l'època del Mandat Britànic de Palestina. Les dues federacions, l'israelita i la palestina compten com a propis els cinc partits que havia disputat aquella selecció. L'actual Federació Palestina de Futbol fou fundada el 1962 i no fou acceptada per la FIFA fins al 1998, després de la creació de l'Autoritat Nacional Palestina.
La seva millor posició a la classificació mundial de la FIFA fou a l'abril del 2006, quan van arribar a la 115a posició, després de 7 anys de progressió (el 1999 estava al lloc 191è). Això és destacat perquè no disposa d'instal·lacions esportives en les quals es pugui entrenar i disputar els partits internacionals. Els partits de casa els ha disputat a Doha, capital de Qatar i s'entrenen a la ciutat egípcia d'Ismaïlia.
Molts jugadors que han conformat l'equip palestí a la història són d'origen palestí, però n'hi ha altres que han nascut a altres països, sobretot a Xile (alguns del Club Esportiu Palestí) i els Estats Units, països en els quals hi ha les colònies de palestins més importants del món. Fahed Attal és un dels millors golejadors de tots els temps en la història de la selecció.

### Primer partit a casa
10 anys després de ser acceptada per la FIFA, la selecció de Palestina va jugar el seu primer partit amistós com a local al seu territori. Va passar el 26 d'octubre del 2008, a l'estadi Faysal Hussein, a Al-Ram, suburbi de Jerusalem, Cisjordània. En aquest partit va empatar contra Jordània.
A l'esdeveniment esportiu hi van assistir el rei Abdallah II de Jordània i el president palestí, Mahmud Abbas, a més del president de la FIFA, Joseph Blatter.

## Resultats

### Copa Mundial de Futbol
- 1930 a 1998: No hi va participar.
- 2002 a 2018: No es va classificar.

### Copa Asiàtica de Futbol
- 1956-1996: No hi participà.
- 2000-2007: No classificat.
- 2011: No hi participà.
- 2015: Primera fase

### AFC Challenge Cup
- 2006: Quarts de final.
- 2008: Es van retirar.
- 2010: No es classificà.
- 2012: Semifinals.
- 2014: Campió